# RD-8
Moteur-fusée
Le RD-8 (en russe : РД-8, indice GRAU : 11D513) est un moteur-fusée à propergol liquide soviétique / ukrainien brûlant un mélange d'oxygène liquide et de RG-1 dans un cycle à combustion étagée riche en oxydant. 
Il possède quatre chambres de combustion et effectue le contrôle de vecteur de poussée en faisant pivoter chaque tuyère sur un seul axe de ±33°.
Conçu à Dnipropetrovsk par le Bureau d'études Yuzhnoye, il est le moteur vernier du deuxième étage du Zenit. Il a une poussée de 78,45 kN et une impulsion spécifique de 342 s. Le moteur est construit comme un cylindre creux.

## Dérivés
Yuzhnoye a développé des moteurs dérivés basés sur le RD-8. Le RD-805 utilise une seule chambre, tandis que le RD-809 est un RD-8 réarrangé pour un diamètre réduit. Le RD-809K est une version à tuyère unique, prévue pour des missions avec plusieurs démarrages.

## Caractéristiques techniques
| Caractéristique             | Valeur                                        |
| --------------------------- | --------------------------------------------- |
| Nom                         | RD-8 (РД-8)                                   |
| Pays d'origine              | Union soviétique                              |
| Date de premier vol         | 13 avril 1985                                 |
| Concepteur                  | Bureau d'études Yuzhnoye                      |
| Fabricant                   | Yuzhmash                                      |
| Type                        | Moteur-fusée à propergol liquide              |
| Oxydant                     | LOX (oxygène liquide)                         |
| Carburant                   | RG-1 (kérosène de qualité fusée)              |
| Ratio de mélange            | 2,4                                           |
| Cycle de combustion         | Cycle de combustion à étages riche en oxydant |
| Chambres de combustion      | 4                                             |
| Poussée (vide)              | 78,45 kN                                      |
| Pression de chambre         | 7,747 MPa                                     |
| Impulsion spécifique (vide) | 342 s                                         |
| Temps de combustion         | 1100 s                                        |
| Gimbal                      | ±33° (contrôle de vecteur de poussée)         |
| Longueur                    | 1,5 m                                         |
| Diamètre                    | 4 m                                           |
| Poids à vide                | 380 kg                                        |
| Statut                      | En production                                 |
| Utilisation                 | Famille Zenit, deuxième étage                 |